# منهج علمي
المِنْهَجُ الْعِلْمِيُّ هو الطريقة التجريبية لاكتساب المعرفة والتي ميّزت تطور العلوم الطبيعية منذ القرن السابع عشر على الأقل، حيث أنها تشتمل على دقة الملاحظة، والتي تتضمن شكوكًا صارمة حول ما يُلَاحَظُ بالنظر للافتراضات المعرفية حول كيفية تأثير العالم على تفسير فكرة ما وصياغة الفرضيات عن طريق الاستقراء القائم على كل من الاختبار التجريبي والقياس القائم على اختبار الاستدلالات المستمدة من الفرضيات وتنقيح هذه الفرضيات على أساس النتائج التجريبية.
على الرغم من وجود نماذج متنوعة للطريقة العلمية المتاحة، بشكل عام، هناك عملية مستمرة تتضمن ملاحظات حول العالم الطبيعي والناس بطبيعتهم فضوليين، لذا فهم غالباً ما يطرحون أسئلة حول الأشياء التي يرونها أو يسمعونها، وغالباً ما يطورون أفكارًا أو فرضيات حول سبب كون الأمور على ماهي عليه. تؤدي أفضل الفرضيات إلى التنبؤات التي يمكن اختبارها بطرق مختلفة. الاختبار الأكثر حسمًا للفرضيات يأتي من المنطق المبني على أساس البيانات التجريبية اعتمادًا على مدى تطابق الاختبارات الإضافية مع التوقعات، فإن الفرضية الأصلية قد تتطلب الصقل أو التعديل أو حتى الرفض. وإذا دُعِّمَت فرضية ما بشكل جيد فَتُطَوَّر على الرغم من أن طريقة البحث تختلف من مجال إلى آخر، إلا أنها غالباً ما تكون مشتركة.
واستخلاص التوقعات منها كنتائج منطقية، ثم إجراء تجارب أو ملاحظات تجريبية استنادًا إلى تلك التنبؤات، والفرضية هي عبارة عن تخمين حُصِلَ عليه كإجابة لأسئلة مطروحة، قد تكون الفرضية محددة جدا، أو قد تكون واسعة. ويقوم العلماء باختبار الفرضيات عن طريق إجراء تجارب أو دراسات. ويجب أن تكون الفرضية العلمية قابلة للدحض، مما يعني أنه من الممكن تحديد نتيجة محتملة لتجربة أو ملاحظة تتعارض مع التنبؤات المستخلصة من الفرضيه ويدخل مصطلح «المنهج العلمي» حيز الاستخدام على نطاق واسع حتى القرن التاسع عشر، عندما بدأت مصطلحات علمية حديثة أخرى في الظهور مثل «العالم» و«العلوم الزائفة». كما حدث تحول هام في العلم. شارك علماء الطبيعة مثل وليام ويلويل، جون هيرشل وجون ستيوارت ميل في مناقشات حول «الحث» و«الحقائق» وقد استخدم مصطلح «المنهج العلمي» بشكل بارز في القرن العشرين، دون وجود سلطات علمية بشأن معناها على الرغم من ظهوره في الكتب والقواميس على الرغم من النمو المطرد للمفهوم في القرن العشرين، إلا أنه بحلول نهاية ذلك القرن، كان العديد من فلاسفة العلم المؤثرين مثل توماس كوهن وبول فيرابيند قد شككوا في شمولية «الطريقة العلمية» وفي القيام بذلك إلى حد كبير.

## نظرة عامة

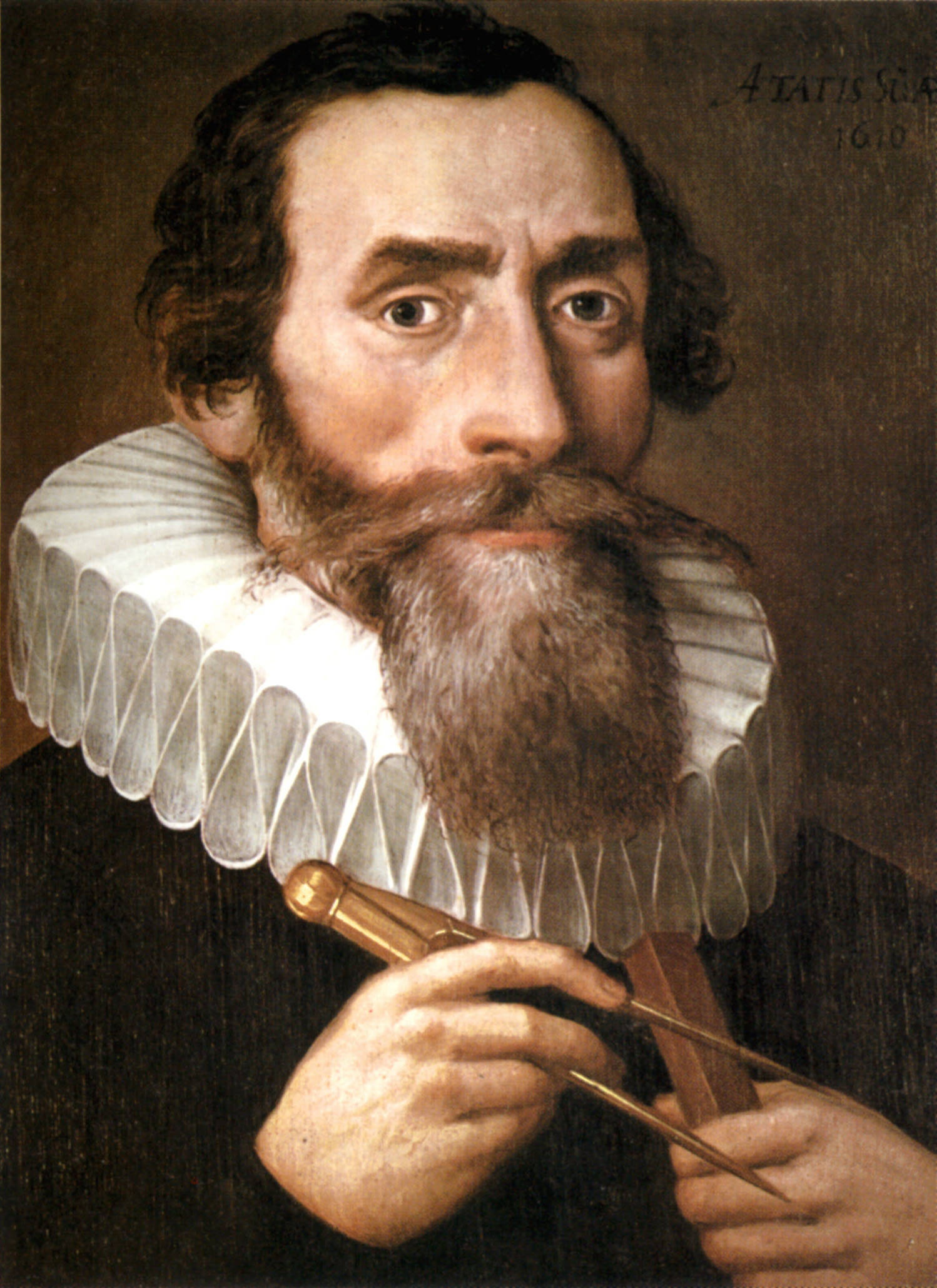
يوهانس كيبلر (1571–1630)

الطريقة العلمية هي العملية التي تُنَفَّذ بها العلوم. كما هو الحال في مجالات البحث الأخرى، يمكن للعلم (من خلال المنهج العلمي) البناء على المعرفة السابقة وتطوير فهم أكثر تطوراً لموضوعاته الدراسية مع مرور الوقت. يمكن اعتبار هذا النموذج بمثابة الأساس للثورة العلمي والعنصر الأكثر شمول في نموذج المنهج العلمي هو التجريبية، أو على نحو أدق، الحسية المعرفية. هذا يتعارض مع الأشكال الصارمة للعقلانية. الطريقة العلمية تجسد أن العقل وحده لا يستطيع حل مشكلة علمية معينة. لا تتماشى دائمًا الصيغة القوية للأسلوب العلمي مع شكل من أشكال من أشكال التجريبية حيث تُوْضَعُ البيانات التجريبية في شكل خبرة أو أشكال أخرى من المعرفة المستخلصة؛ في الممارسة العلمية الحالية، ومع ذلك، فإن استخدام النمذجة العلمية والاعتماد على النماذج والنظريات التجريدية مقبولة بشكل طبيعي. الطريقة العلمية هي أيضا ضرورة للتعبير عن معارضة المطالبات على سبيل المثال الوحي، أو العقيدة السياسية أو الدينية، أو النداءات إلى التقاليد أو الاعتقادات الشائعة، أو الفطرة السليمة، أو النظريات الموجودة حاليًا، هي الوسيلة الوحيدة الممكنة لإثبات الحقيقة ويمكن إيجاد التعابير الأولى المختلفة والطرق العلمية المختلفة عبر التاريخ على سبيل المثال مع الرواقيين القدامى والإيباروس وابن الهيثم وروجربيكون ويليام أوكلهام من القرن 16 وصاعدًا، تم الدفاع عن التجارب من قبل فرانسيس بيكون وأنجزت من قبل جامبستا ديلابورتا وغاليلو غاليلي وجوهانسون كيبلر وكان هناك تطور خاص بمساعدة الأعمال النظرية لفرانسيسكو سانتش وجون لوك وجورج بيركلي وديفيد هيوم.
تعتمد الطريقة الحالية على نموذج استنتاجي تمت صياغته في القرن العشرين، على الرغم من أنه خضع لمراجعة كبيرة منذ الاقتراح الأول.

### المعالجة
تضمن العملية الكلية إجراء تخمينات (فرضيات)، واستخلاص تنبؤات منها كنتائج منطقية، ثم إجراء تجارب تستند إلى تلك التنبؤات لتحديد ما إذا كان التخمين الأصلي صحيحًا. على الرغم من أن الطريقة العلمية تُقَدَّم في الغالب كتسلسل ثابت من الخطوات، إلا أن هذه الإجراءات تعتبر أفضل كمبادئ عامة يوجد بعض الصعوبات في الشكل العام للأسلوب. لاتُجْرَى كل الخطوات في كلَ استفسار علمي (ولا على نفس الدرجة)، ولا تُجْرَى دائمًا بنفس الترتيب. كما لاحظ العالم والفيلسوف ويليام ويويل (1794-1866)، «الاختراع، الحكمة، وعبقرية» مطلوبة في كل خطوة.

### الفرضيات
الفرضية هي تخمين مبني على معرفة حُصِلَ عليه أثناء صياغة السؤال والتي تفسر أي سلوك معين وقد تكون الفرضية محددة جدًا على سبيل المثال: مبدأ التكافؤ لأينشتاين أو فرضية الDNA والRNA لكريك. قد تكون واسعة المجال؛ فعلى سبيل المثال، تسكن أنواع مجهولة من الحياة في أعماق المحيطات غير المكتشفة. والفرضية الإحصائية هي تخمين بشأن عدد معين من الكائنات. فعلى سبيل المثال، قد يكون السكان مصابين بمرض معين، والتخمين قد يكون أن المخدرات الجديدة سوف تعالج هذا المرض عند بعض هؤلاء الناس.

#### صياغة السؤال

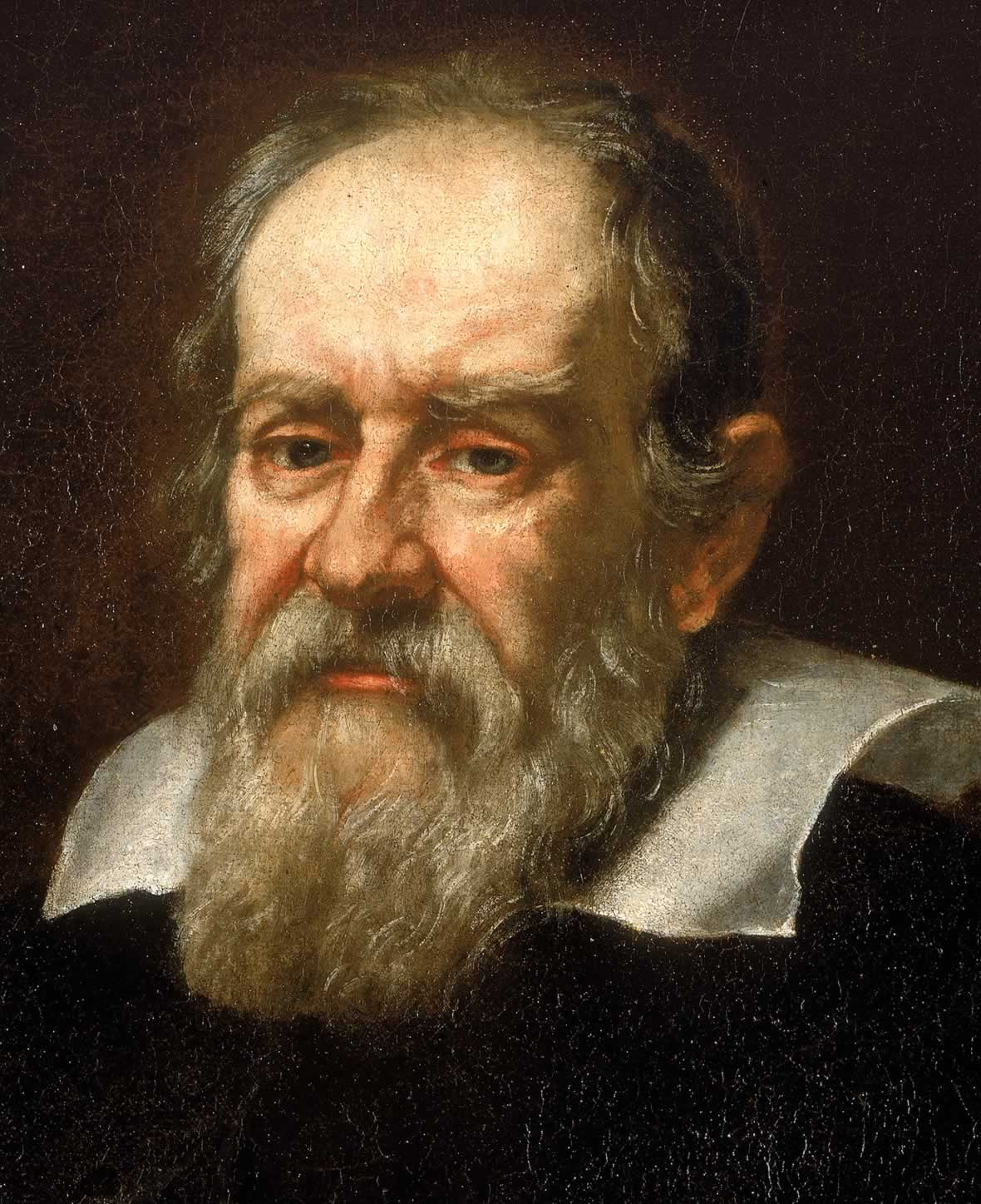
غاليليو غاليلي (1564–1642)

يمكن أن يشير السؤال إلى شرح شيء محدد مثلًا (لماذا لون السماء أزرق؟) أو من الممكن أن تكون أسئلة غير منتهية مثلًا: كيف يمكننا صنع دواء لعلاج مرض محدد، وتشمل هذه المرحلة على نتائج وتقييم الأدلة من تجارب سابقة وملاحظات علمية شخصية أو تأكيدات فضلًا عن عمل العلماء الآخرين.

#### التنبؤ
تتضمن هذه الخطوة تحديد نتائج منطقية للفرضية نتيجة واحده مثلًا أو أكثر من التنبؤات من أجل الاختبارات اللاحقة.

#### الاختبار
هو تحقيق في ما إذا كان العالم الحقيقي يتصرف كما تنبأت به الفرضية. يقوم العلماء (وغيرهم) بفحص الفرضيات بإجراء تجارب. الغرض من التجربة هو تحديد ما إذا كانت ملاحظات العالم الحقيقي تتفق أو تتعارض مع التنبؤات المستمدة من فرضية. إذا اتفقوا، تزداد الثقة في الفرضية؛ خلاف ذلك، فإنه يقل. بشكل عام الاتفاق لا يضمن أن الفرضية صحيحة قد تكشف التجارب المستقبلية عن مشاكل.

#### التحليل
وينطوي ذلك علي تحديد ما تظهره نتائج التجربة والبت في الإجراءات المقبلة التي يتعين اتخاذها. ومقارنة التوقعات مع الفرضية الصفرية لتحديد أيهما أكثر قدرة على تفسير المعطيات. وفي الحالات التي تتكرر فيها التجربة مرات عديدة قد يلزم إجراء تحليل إحصائي مثل اختبار التربيع التربيعي.

## الخطوات

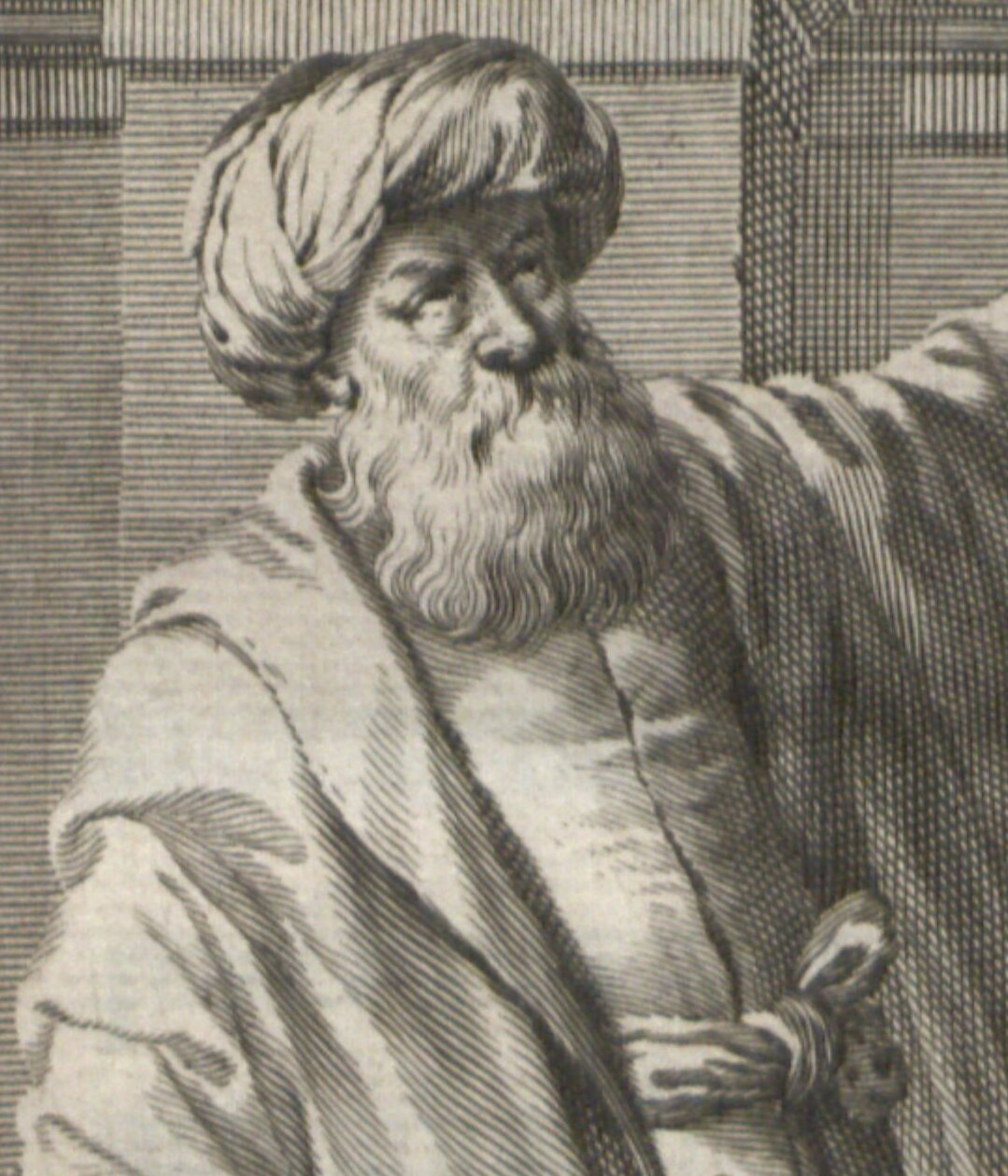
ابن الهيثم 965 - 1039، العراق. علامة يعتبره البعض أبا المنهجية العليمة المعاصرة، بفضل تشديده على البيانات المجمعة عن طريق التجربة والاختبار وعلى تناتجية النتائج.

يتخطى الهدف الرئيسي لأي بحث علمي مجرد وصف المشكلة أو الظاهرة موضوع البحث إلى فهمها وتفسيرها، وذلك بالتعرف على مكانها من الإطار الكلي للعلاقات المنظمة التي تنتمي إليها، وصياغة التعميمات التي تفسر الظواهر المختلفة، هي من أهم أهداف العلم، وخاصة تلك التي تصل إلى درجة من الشمول ترفعها إلى مرتبة القوانين العلمية والنظريات.
إن تفسير الظواهر المختلفة تزداد قيمته العلمية إذا ساعد الإنسان على التنبؤ، ولا يقصد بالتنبؤ هنا التخمين الغيبي أو معرفة المستقبل، ولكن يقصد به القدرة على توقع ما قد يحدث إذا سارت الأمور سيرا معينا، وهنا يتضمن التوقع معنى الاحتمال القوي.
كما أن أقصى أهداف العلم والبحث العلمي هو إمكانية «الضبط» وهو ليس ممكنا في جميع الحالات، فمثلا في دراسة ظاهرة الخسوف يتطلب الأمر وصف الظاهرة، ومعرفة العوامل المؤدية إليها وتفسيرها، وهذا يمكن من التنبؤ باحتمال وقوع الخسوف، إذا توصلنا إلى معرفة علمية دقيقة له، ولكن لا يمكن ضبطه أو التحكم فيه، لأن عملية الضبط في مثل هذا المجال تتطلب التحكم في المدارات الفلكية، وهذا يخرج عن نطاق قدرة أي عالم، مهما بلغ من العلم والمعرفة أو الدقة في البحث، ولكن في المقابل هناك بعض الظواهر التي يمكن ضبطها والتحكم فيها بدرجة معقولة، ومثال ذلك، القدرة على محاربة بعض الظواهر الاجتماعية، مثل جنوح الأحداث أو السرقة أو التغلب على الاضطرابات الاجتماعية التي تضعف البناء الاجتماعي.
وتعتمد جميع العلوم في تحقيق الأهداف الثلاثة، المشار إليها سابقا (التفسير، التنبؤ، والضبط) على الأسلوب العلمي، وذلك لأنه يتميز بالدقة والموضوعية واختبار الحقائق اختبارا يزيل عنها كل شك مقبول، مع العلم أن الحقائق العلمية ليست ثابتة، بل هي حقائق بلغت درجة عالية من الصدق.

و في هذا المجال، لابد أن تشير إلى قضية منهجية يختلف فيها الباحث في الجوانب النظرية عن الباحث التطبيقي (التجريبي)، حيث أن الأول لا يقتنع بنتائجه حتى يزول عنها كل شك مقبول، وتصل درجة احتمال الصدق فيها إلى أقصى درجة، أما الثاني فيكتفي بأقصى درجات الاحتمال، فإذا وازن بين نتائجه يأخذ أكثرها احتمال الصدق، بمعنى أنه إذا بحث الاثنان في ظاهرة معينة، وكانت درجة احتمال الخطأ فيها واحد من عشرة (1/10)، قبلها الباحث التطبيقي، في حين لا يقبلها الباحث النظري إلا إذا انخفضت درجة احتمال الخطأ إلى واحد في المائة (1%).

ولا يغيب عن الذهن، أن الأسلوب العلمي يعتمد بالأساس على الاستقراء الذي يختلف عن الاستنباط والقياس المنطقي، وليس ذلك يعني أن الأسلوب العلمي يغفل أهمية القياس المنطقي، ولكنه حين يصل إلى قوانين عامة يستعمل الاستنباط والقياس في تطبيقها على الجزئيات للتثبت من صحتها (أي أن الباحث النظري يبدأ بالجزئيات ليستمد منها القوانين، في حين أن التطبيقي، يبدأ بقضايا عامة ليتوصل منها إلى الحقائق الجزئية) أي يستعمل التفسير التطبيقي الذي يتمثل في تحقيق -أي تفسير- ظاهرة خاصة من نظرية أو قانون أو ظاهرة عامة، كما يستخدم الطريقة الاستنتاجية التي تتمثل في استخلاص قانون أو نظرية أو ظاهرة عامة من مجموعة ظواهر خاصة.
و مهما يكن، فإن الأسلوب العلمي يتضمن عمليتين مترابطتين هما: الملاحظة، والوصف، فإذا كان العلم يرمي إلى التعبير عن العلاقات القائمة بين الظواهر المختلفة، فهذا التعبير في أساسه وصفي، وإذا كان هذا التعبير يمثل الوقائع المرتبطة بالظاهرة، فلا بد أن يعتمد على الملاحظة، ويختلف الوصف العلمي عن الوصف العادي، في أنه لا يعتمد على البلاغة اللغوية، وإنما هو بالأساس وصف كمي، ذلك أن الباحث عندما يقيس النواحي المختلفة في ظاهرة أو أكثر، فإن هذا القياس ليس إلا وصفا كميا، يقوم على الوسائل الإحصائية في اختزال مجموعة كبيرة من البيانات إلى مجموعة بسيطة من الأرقام والمصطلحات الإحصائية.

أما الملاحظة العلمية، فهي الملاحظة التي تستعين بالمقاييس المختلفة، وتقوم على أساس ترتيب الظروف ترتيبا مقصودا ومعينا، بحيث يمكن ملاحظتها بطريقة موضوعية، والملاحظة تتميز بالتكرار، وللتكرار أهمية كبيرة من حيث الدقة العلمية، فهو يساعد على تحديد العناصر الأساسية في الموقف المطلوب دراسته، وتحرك العناصر التي تكون وليدة الصدفة، كما أن التكرار يظل ضروريا للتأكد من صحة الملاحظة، فقد يخطئ الباحث نتيجة الصدفة أو لتدخل العوامل الذاتية، مثل الأخطاء التي تنجم عن الاختلاف في دقة الحواس والصفات الذاتية للباحث، كالمثابرة وقوة الملاحظة.

## منهج البحث
يشير مصطلح الأسلوب العلمي إلى ذلك الإطار الفكري الذي يعمل بداخله عقل الباحث، في حين أن كلمة «منهج البحث» تعني الخطوات التطبيقية لذلك الإطار الفكري، ولا يعني هذا الاختلاف ماهية هذين الاصطلاحين، أي تعارض بينهما، فمن الناحية اللغوية يتقارب كثيرا معنى كل من أسلوب ومنهج، ولكن يقصد بهذا التمييز التوضيح والتفسير، ففي أي دراسة علمية تتخذ العمليات العقلية في ذهن الباحث ترتيبا وتنظيما متكاملا يوجه خطواته التطبيقية، ولذلك يفضل أن يستقل كل مصطلح بجانب من الجانبين، بحيث تستعمل كلمة «أسلوب» لتشير إلى الجانب التطبيقي لخطوات البحث، ولتوضيح ذلك أكثر، يعتمد التمثيل في أن نتصور وجود مشكلة ما تواجه شخصين، الأول يتخبط ويحاول ويخطئ حتى يصل إلى حل ما لهذه المشكلة قد يكون صوابا أو خطأ، ولكنه في كلتا الحالتين لا يعتير محققا علميا، لأنه لم يسير في حلها تبعا لتنظيم ذهني يمكنه من التحقق من نتائجه، أما الثاني، فيعالج المشكلة بأسلوب علمي أي أنه سار في حلها بخطوات فكرية معينة يطلق عليها العلماء «خطوات التفكير العلمي» وهذا ما يميز الباحث العلمي من الشخص العادي فأسلوب التفكير العلمي هو الذي يميز الباحث العلمي ويمكنه من تمحيص نتائج بحثه والتحقق من صحتها.
أما بخصوص خطوات الأسلوب العلمي في التفكير، فهي تكاد وتكون هي نفسها خطوات أي منهج بحثي، مع وجود بعض التفاصيل التي تختلف باختلاف مناهج البحث، إلا أن الأسلوب الفكري هو الذي ينظم أي منهج بحثي.

## خطوات التفكير
تتمثل خطوات الأسلوب العلمي في الشعور أو الإحساس بمشكلة أو تساؤل يحير الباحث أو يجلب اهتمامه، فيضع لها حلولا محتملة أو إجابات محتملة، تتمثل في«الفروض» أو «فرضيات البحث» ثم تأتي بعد ذلك الخطوة الثالثة، وهي اختبار صحة الفرضيات والوصول إلى نتيجة معينة، وهذه الخطوات الثلاثة الرئيسية تقود الباحث في مراحل دراسته المختلفة ما دام قد اختار المنهج العلمي كسبيل لوصوله إلى نتائج دقيقة وموضوعية، ومن الطبيعي أن يتخلل هذه الخطوات الرئيسية عدة خطوات تنفيذية مثل، تحديد طبيعة المشكلة المراد دراستها، وجمع البيانات التي تساعد في اختيار الفرضيات المناسبة، وكذلك البيانات التي تستخدم في اختبار الفرضيات، والوصول إلى تعميمات واستخدام هذه التعميمات تطبيقيا، وبذلك يسير المنهج العلمي، على شكل خطوات -مراحل- لكي تزداد عملياته وضوحا، إلا أن هذه الخطوات لا تسير دائما بنفس التتابع، كما أنها ليست بالضرورة مراحل فكرية منفصلة، فقد يحدث كثير من التداخل بينهما، وقد يتردد باحث بين هذه الخطوات عدة، كذلك قد تتطلب بعض المراحل جهدا ضئيلا، بينما يستغرق البعض الآخر وقتا أطول، وهكذا يقوم استخدام هذه الخطوات على أساس من المرونة الوظيفية.
ولا يغيب عن البال، أن مناهج البحث تختلف من حيث طريقتها في اختبار صحة الفرضيات، ويعتمد ذلك على طبيعة وميدان المشكلة موضوع البحث، فقد يصلح مثلا المنهج الوصفي التحليلي في دراسة مشكلة لا يصلح فيها المنهج التاريخي أو دراسة الحالة وهكذا. وفي حالات كثيرة تفرض مشكلة البحث المنهج الذي يستخدمه الباحث، وإن اختلاف المنهج لا يرجع فقط إلى طبيعة وميدان المشكلة، بل أيضا إلى إمكانات البحث المتاحة، فقد يصلح أكثر من منهج في تناول دراسة بحثية معينة، ومع ذلك تحدد الظروف، الإمكانات المتوفرة وأهداف الباحث نوع المنهج الذي يختاره الباحث.

## تصنيف مناهج البحث
تشتق كلمة «منهج» من نهج أي سلك طريقا معينا، وبالتالي فإن كلمة «المنهج» تعني الطريق والسبيل، ولذلك كثيرا ما يقال أن طرق البحث مرادف لمناهج البحث.
إن ترجمة كلمة «منهج» باللغة الإنجليزية ترجع إلى أصل يوناني وتعني البحث أو النظر أو المعرفة، والمعنى الاشتقاقي لها يدل على الطريقة أو المنهج الذي يؤدي إلى الغرض المطلوب. ويحدد المنهج حسب طبيعة الموضوع البحث أو الدراسة وأهدافا التي تم تحديدها سابقا، ويمكن القول أنها تخضع إلى ظروف خارجية أكثر منها إرادية. ويعرف العلماء «المنهج» بأنه فن التنظيم الصحيح لسلسلة من الأفكار العديدة، إما من أجل الكشف عن حقيقة مجهولة لدينا، أو من أجل البرهنة على حقيقة لا يعرفها الآخرون، ومن هذا المنطلق، يكون هناك اتجاهان للمناهج من حيث اختلاف الهدف، إحداهما يكشف عن الحقيقة ويسمى منهج التحليل أو الاختراع، والثاني يسمى منهج التصنيف.
كما يقر البعض أن المنهج الأكثر استخداما هو المنهج الذي يقوم على تقرير خصائص ظاهرة معيّنة أو موقف يغلب عليه صفة التحديد، ويعتمد على جمع الحقائق وتحليلها وتفسيرها واستخلاص دلالتها، كما أنه يتجه على الوصف الكمي أو الكيفي للظواهر المختلفة بالصورة الحقيقة في المجتمع للتعرف على تركيبها وخصائصها.
والواقع أن تصنيف المناهج يعتمد عادة على معيار ما حتى يتفادى الخلط والتشويش، وتختلف التقسيمات بين المصنفين لأي موضوع، وتتنوع التصنيفات للموضوع الواحد، وينطبق ذلك على مناهج البحث.

## التساؤل العلمي
يهدف التساؤل العلمي بصورة عامة إلى تحصيل المعرفة في شكل تفسيرات قابلة للاختبار، يستخدمها العلماء للتنبؤ بنتائج التجارب المستقبلية. يسمح ذلك للعلماء بفهم أفضل لموضوع الدراسة، واستخدام هذا الفهم في ما بعد للتدخل في آلياته السببية (مثل علاج الأمراض). كلما ارتفعت جودة التفسير في صياغة التنبؤات، ارتفعت فائدته، وزادت احتمالية استمرارها في تفسير ترسانة الأدلة عن بدائله الأخرى. تُسمى التفسيرات الأنجح -التي تفسر التنبؤات الدقيقة وتصيغها على مدى واسع من الظروف- بمصطلح النظرية العلمية.
لا تسفر أغلب النتائج التجريبية عن تغيرات هائلة في الفهم البشري؛ يتطور الفهم العلمي النظري عبر سيرورة تدريجية من التطورات خلال الزمن، وأحيانًا تكون تلك التطورات في مجالات مختلفة من العلم. تتباين النماذج العلمية في مدى قابليتها للاختبار تجريبيًا، وبالنسبة للمدى الزمني لذلك وقبولها في المجتمع العلمي. تُقبل التفسيرات العلمية عمومًا عبر الزمن مع تراكم الأدلة حول موضوع معين، ومع إثبات جدارة الإجابات التي يقدمها التفسير عن بدائله في شرح الأدلة. يعيد الباحثون صياغة التفسيرات عبر الزمن، أو تُدمج التفسيرات معًا لإنتاج تفسيرات جديدة.
ينظر ديفيد هانتر تاو إلى المنهج العلمي بوصفه خوارزمية تطورية مطبّقة في العلم والتكنولوجيا.

### خصائص التساؤل العلمي
ترتبط المعرفة العلمية بالنتائج التجريبية بعلاقة وثيقة، وقد تظل عرضةً للدحض إذا أظهرت الملاحظات التجريبية الجديدة عدم اتساقها معها. لا تُعتبر أي نظرية نهائية؛ لأن الأدلة الإشكالية تظهر مجددًا. إذا وُجد دليلٌ ما، تُقترح نظرية جديدة، أو (وهذا أكثر شيوعًا) تُضاف بعض التعديلات على النظرية السابقة لتفسير الأدلة الجديدة. قد يجادل البعض حول قوة النظرية بمدى استمرارها دون تغييرات رئيسة في مبادئها الجوهرية.
قد تندرج النظريات تحت مظلة نظريات أخرى. فقوانين نيوتن، على سبيل المثال، فسرت آلاف السنين من الملاحظات العلمية للكواكب بدقة شديدة. ولكن اتضح في ما بعد أنها تمثل حالات خاصة من نظرية أعم (النسبية)، التي تفسر الاستثناءات (التي لم يفسرها نيوتن سابقًا) وتتنبأ بالملاحظات الأخرى مثل انحناء الضوء بفعل الجاذبية وتفسّرها. ولهذا ترتبط الملاحظات العلمية المستقلة ببعضها في حالات معينة، وتُوحَّد بمبادئ ذات قوة تفسيرية كبرى.
بما أن النظريات الجديدة قد تكون أشمل من سابقتها، وبالتالي تنطوي على قدرة تفسيرية كبرى، فإن النظريات اللاحقة تسد معايير عليا بتفسير كمية كبرى من الملاحظات عن النظريات السالفة لها. تفسر نظرية التطور، على سبيل المثال، تنوع الحياة على الأرض، وكيفية تكيّف الأنواع مع بيئاتها، وعدد من الأنماط الملاحظة في العالم الطبيعي، وكان التعديل الأبرز عليها مؤخرًا اتحادها مع علم الوراثة لتشكيل التركيب التطوري الموسع. وقد ضمت أيضًا جوانب متعددة من مجالات أخرى مثل الكيمياء الحيوية وعلم الأحياء الجزيئي.

### المعتقدات والانحيازات
تتوجه المنهجية العلمية إلى اختبار الفرضيات تحت ظروف مضبوطة علميًا قدر الإمكان. تتوافر هذه الخصيصة في مجالات معينة، مثل علوم الأحياء، ولكنها عسيرة في مجالات أخرى، مثل علم الفلك.
يؤدي الضبط التجريبي وقابلية الاستنساخ إلى تخفيض تأثيرات الظروف المحتمل ضررها، وتقليل الانحيازات الشخصية إلى درجة ما. على سبيل المثال، قد تغير المعتقدات المسبقة من تأويل النتائج، كما يحدث في الانحياز التأكيدي؛ يُعتبر الانحياز التأكيدي حدسًا يؤدي بالشخص المعتنق اعتقادًا ما إلى رؤية الأشياء بصورة تعزز من معتقده، حتى إذا اختلف معه ملاحظ آخر (أو بعبارة أخرى، ينزع الأفراد إلى ملاحظة ما يتوقعون ملاحظته).
من الأمثلة التاريخية على ذلك، اعتقاد طيران الحصان وتفلطح أقدامه عندما لا تلامس أقدامه جميعًا الأرض في أثناء العدو، لدرجة تصوير تلك الحالة على اللوحات من مؤيديها. ولكن أظهرت صور الحركة والسكون الأولى، التي التقطها إدوارد مويبريدج، بطلان هذا المعتقد، وأن الأقدام تتجمع كلها معًا بدلًا من ذلك.
تُعتبر مغالطة التوسل بالحداثة من الانحيازات البشرية المهمة أيضًا، إذ تلعب دورًا في تفضيل العبارات الجديدة المدهشة (انظر توسل بالحداثة)، وقد تؤدي إلى البحث عن الأدلة التي تدعم صحة الجديد. قد تُعتنق المعتقدات غير الخاضعة للاختبار جيدًا، وتُبنى عليها الأفعال عبر حدسيات أقل حزمًا.

## أنواع من المناهج
تصنف مناهج البحث إلى:
المنهج الاستدلالي أو الاستنباطي:
وفيه يربط العقل بين المقدمات والنتائج، وبين الأشياء وعللها على أساس المنطق والتأمل الذهني، فهو يبدأ بالكليات ليصل منها إلى الجزئيات.
المنهج الاستقرائي:
وهو يمثل عكس سابقه، حيث يبدأ بالجزئيات ليصل منها إلى قوانين عامة، وهو يعتمد على التحقق بالملاحظة المنظمة الخاضعة للتجريب والتحكم في المتغيرات المختلفة.
المنهج الاستردادي:
يعتمد هذا المنهج على عملية استرداد ما كان في الماضي ليتحقق من مجرى الأحداث، ولتحليل القوى والمشكلات التي صاغت الحاضر.
ويمكن تصنف مناهج البحث من حيث الأسلوب الإجرائي إلى:
1. المنهج الوصفي.
2. المنهج المسحي.
3. منهج دراسة الحالة.
4. المنهج التجريبي.
5. المنهج التاريخي.
6. المنهج الفلسفي.

## علم الأنظمة المعقدة
يمكن أن يتضمن العلم المطبق على الأنظمة المعقدة عناصر كتعدد المجالات العلمية، ونظرية الأنظمة، والنمذجة العلمية. تدرس مؤسسة سانتا في مثل هذه الأنظمة، وتربط موري غيل-مان فيما بين هذه المواضيع بإمرار الرسائل.
بشكل عام، قد يكون من الصعب تطبيق المنهج العلمي بشكل صارم على مجموعات بيانات كبيرة متنوعة ومتشابكة فيما بينها. على وجه الخصوص، يمكن اعتبار الممارسات التي تستخدم البيانات الضخمة كعلم التحليل التنبؤي مخالفةً للمنهج العلمي.

## التواصل والمجتمع
كثيرًا ما يطبق المنهج العلمي ليس من قبل شخص واحد فحسب، بل أيضًا من قبل عدة أشخاص يتعاونون بشكل مباشر أو غير مباشر. يمكن اعتبار هذا التعاون عنصرًا مهمًّا من المجتمع العلمي. تستخدم معايير متعددة من المنهجية العلمية في مثل هذه بيئة.

### تقييم مراجعة الأقران
تستخدم المجلات العلمية عملية مراجعة الأقران، وفيها تقدم مخطوطات العلماء من قبل محرري المجلات العلمية إلى (عادةً واحد إلى ثلاثة، وغالبًا ما تكون أسماؤهم محجوبة) علماء على اطلاع على المجال الذي تجري فيه عملية التقييم. في مجلات معينة، تختار المجلة بنفسها المحكمين؛ في حين يمكن في مجلات أخرى (وخاصةً المجلات شديدة التخصص)، أن يوصي صاحب المخطوط بأسماء للمحكمين المحتملين. يمكن أن يوصي المحكمون بالنشر أو لا يوصوا به، أو يمكن أن يوصوا بالنشر بعد إجراء التعديلات المقترحة، أو أحيانًا، النشر في مجلة أخرى. يمارس هذا المعيار بدرجات مختلفة من قبل المجلات المختلفة ويمكن أن يؤدي إلى جعل العمل خاليًا من الأخطاء الواضحة وتحسين جودة المحتوى بشكل عام، وخاصةً في المجلات التي تطبق المعايير بصرامة أكبر. يمكن أن يكون لعملية مراجعة الأقران مشاكل تحد من إمكانياتها عند إجراء أبحاث خارج النموذج العلمي التقليدي: يمكن لمشاكل «التفكير الجماعي» أن تتداخل مع التداول المنصف والمفتوح في بعض مجالات الأبحاث الجديدة.

### التوثيق والتكرار
قد يقع المجربون أحيانًا في أخطاء منهجية خلال تجاربهم، أو يحيدوا عن المناهج والممارسات القياسية (علم الأمراض) لأسباب عديدة، أو، في حالات نادرة، يمكن أن يزيفوا النتائج عمدًا. أحيانًا بسبب هذه الأمور، قد يحاول علماء آخرون إعادة التجارب لإعادة إخراج النتائج.

#### الأرشفة
يمارس الباحثون أحيانًا أرشفة البيانات العلمية، كما في حالات الانصياع لسياسات لوكالات التمويل الحكومي والمجلات العلمية. في هذه الحالات، يمكن حفظ السجلات التفصيلية لإجراءاتهم التجريبية، والبيانات الصرفة، والتحليلات الإحصائية، والبرامج المصدرية لتوفير أدلة على المنهجية والممارسات المتبعة في الإجراءات والمساعدة في أي محاولات مستقبلية لإعادة تكرار النتائج. يمكن لهذه السجلات الإجرائية أيضًا المساعدة في تصميم تجارب جديدة لاختبار الفرضيات، ويمكن أن تثبت فائدتها للمهندسين الذين قد يكونون بحاجة للبحث في التطبيقات العملية المحتملة للاكتشاف.

#### مشاركة البيانات
عند الحاجة إلى معلومات إضافية قبل إعادة إنتاج دراسة ما، قد يطلب من مؤلف الدراسة إتاحتها. قد يقبل بذلك، أو إذا رفض المؤلف مشاركة البيانات، يمكن تقديم طلبات لمحرري المجلة الذين نشروا الدراسة أو المؤسسة التي مولت البحث.

#### نقاط القصور
بما أن العالم لا يمكنه تسجيل كل شيء حدث في تجربة ما، فإن الوقائع المختارة لصلتها الظاهرية تسجل. هذا قد يؤدي، بشكل محتوم، لمشاكل لاحقًا إذا أصبحت خاصية أخرى يفترض أنها غير ذات صلة موضع شك. على سبيل المثال، لم يسجل هاينريش هيرتز حجم الغرفة المستخدمة لاختبار معادلات ماكسويل، ما اتضح لاحقًا أنه يؤدي لانحرافات صغيرة في النتائج. المشكلة هي أن أجزاء من النظرية نفسها يجب أن تفترض لاختيار وتسجيل الظروف التجريبية. لذا توصف الملاحظات أحيانًا بأنها «مثقلة بالنظرية».

## فلسفة العلم وجوانبه الاجتماعية

### الفلسفة التحليلية
تبحث فلسفة العلم في المنطق الذي يشكل أساس المنهج العلمي، وفيما يفصل العلم عن غير العلم، وفي الأخلاقيات المبطنة في العلم. هناك افتراضات رئيسية، مأخوذة من الفلسفة من قبل عالم بارز واحد على الأقل، تشكل أساس المنهج العلمي، وهي أن الحقيقة موضوعية ومتناسقة، وأن البشر لديهم القدرة على تصور الحقيقة بشكل دقيق، وأن هناك تفسيرات منطقية لعناصر العالم الحقيقي. تشكل هذه الافتراضات من الفلسفة الطبيعية المنهجية الأساس الذي يمكن بناء العلم عليه. انتقدت كل من الفلسفة الوضعانية المنطقية، والتجريبية، وقابلية الدحض، ونظريات أخرى هذه الافتراضات وأعطت تصورات بديلة لمنطق العلم، ولكن كلًّا منها أيضًا تعرض للنقد هو الآخر.
بحث ثوماس كوهن في تاريخ العلم في كتابه بنية الثورات العلمية، ووجد أن الطريقة الفعلية التي استخدمها العلماء كانت تختلف بشكل كبير عن المنهج المتبنى حينها. ملاحظاته عن الممارسة العلمية اجتماعية في جوهرها ولا تتصل بكيفية ممارسة العلم في أزمان أو ثقافات أخرى أو كيف يمكن ممارسته فيها.
عمل كل من نوروود راسل هانسون، وإيمري لاكاتوس، وثوماس كوهن مطولًا على الطبيعة «المثقلة بالنظرية» للملاحظة. كان هانسون (1958) أول من أوجد مصطلحًا لفكرة أن كل الملاحظات تعتمد على الإطار الإدراكي للمراقب، باستخدام المفهوم الغشتالتي لإظهار كيف يمكن للتصورات المسبقة أن تؤثر على كل من الملاحظة والوصف. يفتتح الفصل الأول من كتابه بمناقشة أجسام غولجي، ورفضها الأولي بوصفها من مظاهر تقنية التلوين، ومناقشة ملاحظة كل من براهي وكيبلر للفجر ومشاهدتهما لشروقين «مختلفين» للشمس رغم كونها ظاهرة كونية واحدة. قدر كل من كوهن وفييرابيند أهمية أعماله الرائدة.
قال كوهن (1961) إن العالم يضع في باله نظريةً بشكل عام قبل تصميم التجارب وإجرائها لأخذ الملاحظات التجريبية، وإن «الطريق من النظرية إلى القياس لا يمكن الرجوع فيه إلى الوراء بشكل شبه مطلق». يشير هذا ضمنًا إلى أن كيفية اختبار النظرية تمليها طبيعة النظرية نفسها، ما أدى بكوهن (1961، ص. 166) إلى المجادلة بأنه «ما أن تبنت النظرية حرفة ما... لا يعترف بكون أي نظرية قابلة للاختبار وفق أي اختبار كمي لم تنجح به مسبقًا». 

### ما بعد الحداثة وحروب العلوم
اختبر بول فييرابيند بشكل مشابه تاريخ العلوم، وقيد إلى إنكار أن العلم عملية منهجية في أصله. في كتابه ضد المنهج، يحتج بأن التقدم العلمي ليس نتيجة تطبيق منهج بعينه. جوهر كلامه أنه يمكن للمرء في أي منهج محدد أو ناظم للعلم أن يجد حادثةً تاريخيةً أدى فيها اختراق المنهج لتقدم العلم. وبالتالي، فإذا أراد المؤمنون بالمنهج العلمي أن يعبروا عن قاعدة وحيدة صالحة في كل الحالات، يقترح فييرابيند ممازحًا أنها يجب أن تكون «كل شيء مقبول». أدت انتقادات كالتي قدمها إلى علم الاجتماع القوي (البرنامج القاسي)، وهي مقاربة متطرفة لاجتماعيات العلوم.
كانت الانتقادات ما بعد الحداثية للعلم نفسها محط جدل كبير. هذه الجدالات المستمرة، والتي تعرف باسم حروب العلوم، نتيجة للقيم والافتراضات المتضاربة بين معسكري الواقعية وما بعد الحداثة. فيما يؤكد ما بعد الحداثيون على أن المعرفة العلمية مساق آخر وحسب (لهذا المصطلح معنى خاص في هذا السياق) ولا تمثل أي شكل من الحقيقة الأساسية، يؤكد الواقعيون في المجتمع العلمي من جهتهم على أن المعرفة العلمية لا تكشف الحقائق الحقيقية والأساسية عن الواقع. كتب العديد من العلماء كتبًا تتناول هذه المسألة وتتحدى تأكيدات ما بعد الحداثة مع الدفاع عن العلم كمنهج مناسب لاستنباط الحقيقة.

## وصلات خارجية
- مقالة منهج علمي على موسوعة ستانفورد للفلسفة
- منهج علمي على موقع فيلبابيرس
- منهج علمي على موقع مشروع إنديانا لعلم الوجود الفلسفي